# 初雪寶螺
初雪寶螺（学名：Cypraea miliaris）为寶螺科寶螺屬下的一个种。